# جمال الشطي
جمال الشطي (22 أغسطس 1957 -)، ممثل كويتي. بدأ مشواره عام 1983 كفني إضاءة ومصور للأعمال الفنية، ودخل التمثيل عام 1990 خلال سهرة تلفزيونية حملت اسم إنهم أحبابي وثم استمر بالتمثيل وكانت عادة ما تكون أدوار  كوميدية.

## روابط خارجية
- جمال الشطي على موقع قاعدة بيانات الأفلام العربية